# Остапович Гордій Юрійович
Гордій Юрійович Остапович (4 лютого 1981, м. Стрий, Львівської області) - атлет, що представляє Україну на міжнародних змаганнях зі спортивного запам'ятовування. Згідно версії Memory League (швидкісне запам'ятовування з електронних носіїв) станом на березень 2019 знаходиться на 43 позиції у світовому рейтингу. 
Викладач Українського католицького університету, в якому читає курс лекцій про самоосвіту. В рамках курсу студенти навчаються запам'ятовувати великі об'єми навчальної інформації. 
Єдиний представник України на Чемпіонаті Світу з запам'ятовування у 2014 році, що проходив у КНР, у місті Хайкоу в період 11.12-14.12 2014 року. 
Згідно результатів цього чемпіонату світу серед учасників в віковій категорії 18-60 років зайняв 60 місце. З європейських представників його позиція на цьому змаганні виявилася сьомою за результативністю.
Єдиний представник України на Чемпіонаті світу з запам'ятовування у 2015 році, що проходив у КНР, у місті Ченду в період 16.12 - 18.12 2014 року. Згідно результатів за 2015 рік у віковій категорії 18-60 років зайняв 82 місце. З європейських представників його позиція виявилась дев'ятою по результативності.
На Чемпіонаті Європи  2017 року, який проходив у м. Толедо (Іспанія) 21-22 жовтня зайняв 4-те місце в загальному заліку, отримавши дві бронзи за запам'ятовування людей поіменно та запам'ятовування історичних дат, а також дві срібних медалі за швидке запам'ятовування числа та швидке запам'ятовування колоди карт. 
На відкритому Чемпіонаті Італії 2018 року, який проходив у м. Мілан 17-18 березня зайняв третє місце, при чому українська команда на цьому чемпіонаті була єдиною командою, яка була змушена запам'ятовувати на нерідній мові (всі матеріали були подані англійською, в той час, як учасники з інших країн мали переклад на рідні мови) 
На відкритому Чемпіонаті Скандинавії по версії Memory League 2018 року, що проходив у м. Готенбург 20-21 квітня, пройшов до 1/16 чемпіонату 
На Чемпіонаті Світу по версії International Association of Memory, що проходив у м. Відень 12-14 грудня 2018 року зайняв 18 місце.  
У січні 2015 року потрапив на сторінки Національного Реєстру Рекордів, як людина, яка найшвидше в Україні може запам'ятати перемішану колоду з 52 карт. Як рекорд зафіксовано час в 63.18 секунди.
У вересні 2016 року брав участь у франшизі "The Brain", де для демонстрації можливостей тренованої пам'яті запам'ятав 50 людей з їхніми дактилоскопічними даними (обличчя+ім'я+прізвище+місто+відбиток вказівного пальця). Для перевірки дивлячись на відбитки пальців називав людину й місто, звідки вона походить.  
В лютому 2019 року брав участь в телешоу "Дивовижні люди" на ТРК "Україна", де потрібно було запам'ятати групу спортсменів поіменно, з їхнім віком, з показниками крокоміра, пульсометра та калориметра.